# Звезда повторного награждения
Звезда повторного награждения, размещаемая на колодке медали или планке награды — дополнительный знак награды, обозначающий повторные награждения ранее уже полученной наградой. Используются в Военно-морских силах (ВМС), Корпусе морской пехоты и Береговой охране США.
Знак существует в двух цветовых вариантах — золотая и серебряная звёзды и в двух размерных — звёзды диаметром 5/16 дюйма (около 8 мм) и диаметром 1/8 дюйма (около 3 мм).
Звезда 5/16 дюйма размещается на колодках полноразмерных медалей и на планках награды, звезда 1/8 дюйма предназначена для колодок миниатюрных медалей.
Золотой знак обозначает одно награждение, 1 золотая звезда, размещенная на ленте награды, обозначает двукратное награждение данной наградой (первое награждение обозначается самой медалью или планкой), 2 золотых звезды на ленте награды обозначают троекратное награждение. Серебряная звезда обозначает пять награждений, таким образом, серебряный знак, размещённый на колодке медали или планке, обозначает шестикратное награждение; одна серебряная и одна золотая звезда на ленте награды обозначают семикратное награждение.
В ВМС, Корпусе морской пехоты и Береговой охране США золотые и серебряные звезды повторного награждения диаметром 5/16 дюйма (1/8 дюйма для миниатюрных медалей) используются для обозначения повторных награждений персональными военными наградами Военно-морского министерства, Береговой охраны и федеральными военными наградами (за исключением наград Министерства обороны и наград Объединённого командования, повторные награждения которыми обозначаются Дубовыми листьями во всех видах Вооружённых сил)
В Береговой охране США золотые звезды 5/16 дюйма используются также для обозначения повторных награждений коллективными наградами Береговой охраны.
Повторное награждение персональными военными наградами Военно-морского министерства или Береговой охраны обозначается золотыми или серебряными звёздами только в случае, если награда носится военнослужащими ВМС, Корпуса морской пехоты или Береговой охраны. В случае если награда Военно-морского министерства или Береговой охраны носится военнослужащим Армии США или Военно-воздушных сил, повторное награждение обозначается Дубовыми листьями.
При именовании звёзд повторного награждения указывается диаметр знака (англ. 5/16-inch star, 5/16″ star – звезда 5/16 дюйма), с указанием цвета (англ. Gold 5/16-inch star, Silver 5/16-inch star – золотая звезда 5/16 дюйма, серебряная звезда 5/16 дюйма) или без указания цветового варианта знака. В документах Береговой охраны знак может именоваться «большой звездой» — англ. large star, с указанием цвета или без.
Также в различных контекстах звезда повторного награждения может именоваться:
- англ. star — «звезда».
- англ. award star — «звезда награждения».
- золотой знак, обозначающий одно награждение, может именоваться англ. gold star — «золотая звезда» (без указания размера или иных характеристик), в этом случае не следует смешивать знак дополнительного награждения с наградами, называющимися «Золотая звезда» или имеющими слова «золотая звезда» в названии;
- серебряный знак, обозначающий пять награждений, может именоваться англ. silver star — «серебряная звезда» (без указания размера или иных характеристик), в этом случае не следует смешивать знак дополнительного награждения с федеральной военной наградой США медалью Серебряная звезда и другими наградами.

Следует отличать золотые и серебряные звезды повторного награждения, используемые преимущественно для обозначения повторных награждений персональными военными наградами, от бронзовых и серебряных звезд за службу, обозначающими повторные награждения медалями кампаний и наградами за службу, а в ВМС, Корпусе морской пехоты и Береговой охране США также и повторные награждения коллективными наградами подразделении.